# Netty Rosenfeld
Netty Rosenfeld (Amsterdam, 29 december 1921 – aldaar, 14 oktober 2001) was een Nederlands zangeres en programmamaakster.
Netty Rosenfeld was het tweede kind in het huwelijk van Hartog Rosenfeld en Margaretha Cohen, die in het kraambed stierf. Haar vader werd in 1943 gedeporteerd naar het vernietigingskamp Sobibor, waar hij werd vermoord. Oorspronkelijk was Netty Rosenfeld verpleegster in de Centrale Israëlitische Ziekenverpleging (CIZ) in Amsterdam, maar zij dook onder in Eindhoven toen haar patiënten uit het ziekenhuis werden gedeporteerd.
Zij begon haar carrière bij de omroep als zangeres bij Radio Herrijzend Nederland in het laatste jaar van de Tweede Wereldoorlog. Daar presenteerde zij ook programma's, onder andere samen met Frits Thors. Na de bevrijding van het noorden was ze onder meer nieuwslezeres, met onder anderen Frits Thors en Joop Reinboud. Vanaf 1946 werkte zij enkele jaren als vaste zangeres bij het Metropole Orkest onder de artiestennaam Netty van Doorn.

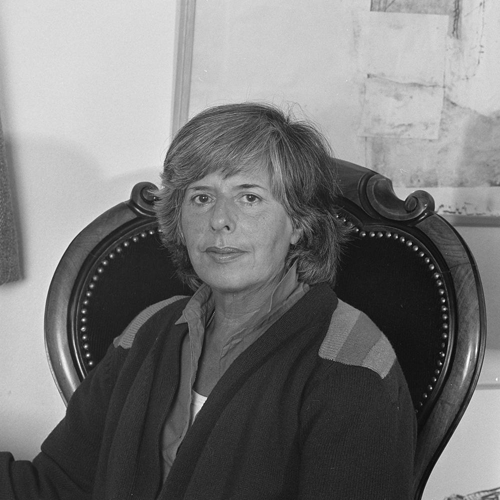
Netty Rosenfeld in 1977

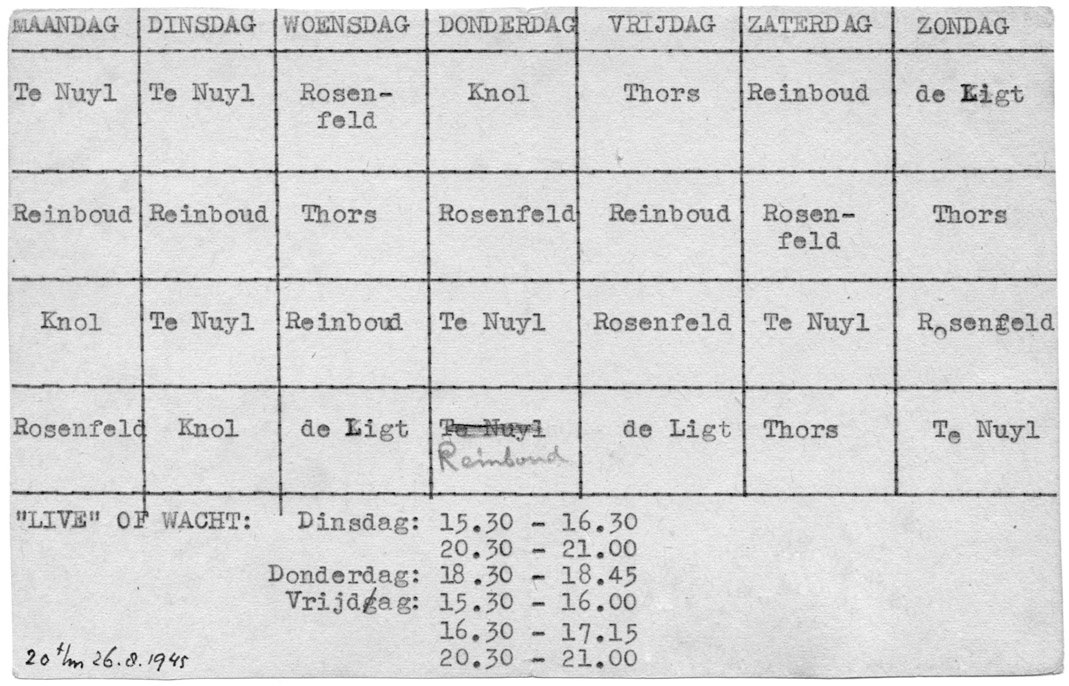
Nieuwsleesschema augustus 1945 Herrijzend Nederland

Toen in 1951 in Nederland televisie kwam werd ze een van de eerste omroepsters, bij de AVRO. Voor dezelfde omroep presenteerde ze het mysterieuze radioprogramma De Antwoordman. Hierin werden vragen van luisteraars beantwoord door een anonieme man, die later een voormalig employé van de Rijksvoorlichtingsdienst bleek te zijn, die in dienst was van de Bruce Chapman-organisatie, een Amerikaans publiciteitsbureau in het kader van het Marshallplan. Toen de Volkskrant dit openbaarde en de AVRO van propaganda voor de Verenigde Staten beschuldigd werd, werd het programma geschrapt.
In 1960 presenteerde Rosenfeld met Rudi Carrell een muziekprogramma bij de Nederlandse afdeling van Radio Luxembourg. Daarna maakte ze samen met Bob Uschi documentaires voor de NOS-radio. Ook verleende ze haar medewerking aan Koning Klant van de VARA waar ze onder andere in 1968, samen met Gerrit Eerenberg, de kijkers informeerde over het invullen van het aangiftebiljet inkomstenbelasting.
In de jaren 70 was ze een vaste medewerker van het succesvolle KRO-cabaretprogramma Cursief, waar onder anderen ook Luc Lutz, Frits Lambrechts, Simone Rooskens, Herman van Run en Gerard Cox aan meededen.
Later maakte Rosenfeld veel programma's voor de VPRO-televisie. Een bekend tafereel uit die jaren was dat zij geblinddoekt een pijltje richting een kaart van Nederland gooide om zo de plaats te bepalen waar ze heen zou gaan om een documentaire over te maken. Voor haar documentaire Culemborg Bijvoorbeeld kreeg ze in 1975 de Zilveren Nipkowschijf. 
Haar laatste werk, Zonder rabbinaal toezicht, werd in mei 2001 uitgezonden in de serie Dokwerk. Kort daarop werd zij ziek. Enkele maanden later overleed zij op 79-jarige leeftijd in haar woonplaats Amsterdam. Ze werd begraven op begraafplaats Zorgvlied. Ze was tweemaal gehuwd, de tweede keer met collega Arie Kleijwegt, en ze was de moeder van de journaliste Margalith Kleijwegt.

## Filmografie
- Culemborg bijvoorbeeld (1975)
- De misstap (1979)
- De lijn (1983)
- De jubilaris (1987)
- Primo Levi, een levensschets (1991)
- Lopende zaken - Een spannende dag (1994)
- Hotel Martha Washington - Vrouwenverhalen uit New York (1996)
- Zonder rabbinaal toezicht (2001)